# Nuong Faalong
Nuong Faalong là một nhà báo và nhà hoạt động về giới người Ghana.
Hoa hậu Faalong quan tâm đến sự tương đương kinh tế cho phụ nữ và phát triển toàn diện.
Là một diễn viên, cô đã gây chú ý với sự thăng tiến nhanh chóng chỉ sau một thời gian ngắn trong ngành công nghiệp điện ảnh Ghana. Cô đã nghiêng như một nữ diễn viên để tìm cho ra đặc biệt là sau vai diễn trong Garrett Batty của Freetown mà đem lại cho bà một Entertainment Awards Nigeria (NEA) đề cử cho Nữ diễn viên xuất sắc nhất châu Phi (Non-Nigeria). Nương rất thông báo và thẳng thắn về các vấn đề xã hội trong nước cô.
Cô làm việc để tác động đến chính sách phát triển toàn diện và bền vững.